# 伊奧勞斯
伊奧勞斯（希臘語：Ἰόλαος Iólaos）是希臘神話中的底比斯英雄，伊克力斯和Automedusa之子，海克力斯的姪子和愛人。
灰蝶科的瑤灰蝶屬（Iolaus）以他的名字來命名。

## 與海克力斯的關係
普魯塔克在他的《愛的對話》中提到，被添加作為海克力斯的男性情人十分的多。其中和海克力斯關係最密切的是底比斯的伊奧勞斯。根據一則被認為是古神話起源的故事，伊奧勞斯是海克力斯的戰車御者以及護衛。海克力斯最終幫伊奧勞斯找了一名妻子。根據普魯塔克的記錄，一直到他的那個時代，男性同性情人會成雙成對的到伊奧勞斯的墓前，發誓效忠於這位英雄以及對方。